# Ebrahim Ghasempour
Ebrahim Ghasempour (ur. 11 września 1957 w Abadanie) – irański piłkarz występujący podczas kariery na pozycji pomocnika.

## Kariera klubowa
Ebrahim Ghasempour karierę piłkarską rozpoczął w drużynie Sanat Naft z rodzinnego Abadanu w 1974. W latach 1976–1978 był zawodnikiem Shahbazu Teheran, a 1978-1980 PAS Teheran. W 1980 wyjechał do Zjednoczonych Emiratów Arabskich do klubu Al-Nasr Dubaj. W 1982 przeniósł się do katarskiego Al-Arabi, z którym rok później zdobył mistrzostwo Kataru oraz Puchar Kataru.
Lata 1983-1985 spędził w egipskim Al-Masry Port Said. Z Al-Masry dotarł do finału Pucharu Egiptu w 1984. W 1985 powrócił do Kataru, gdzie został zawodnikiem Ar-Rayyan. Z Al-Rayyan zdobył mistrzostwo Kataru w 1986. W latach 1988–1990 występował w Al Sadd, z którym w 1989 zdobył mistrzostwo Kataru. W latach 1990–1992 był zawodnikiem ponownie zawodnikiem Al-Arabi, a 1992-1994 Al-Masry. Z Al-Arabi zdobył czwarte w swojej karierze mistrzostwo Kataru w 1991. W 1994 powrócił do Iranu, gdzie ponownie został zawodnikiem PAS Teheran, w którym zakończył karierę dwa lata później.

## Kariera reprezentacyjna
W reprezentacji Iranu Ghasempour zadebiutował 10 sierpnia 1975 w przegranym 1-2 towarzyskim meczu z Węgrami. W 1976 wygrał z Iranem Puchar Azji. Na turnieju w Iranie wystąpił w dwóch meczach z Irakiem i finale z Kuwejtem. Kilka tygodni później uczestniczył w Igrzyskach Olimpijskich w Montrealu. Na turnieju w Kanadzie wystąpił we wszystkich trzech meczach z: Kubą, Polską i w ćwierćfinale z ZSRR. 
W 1978 roku został powołany do kadry na Mistrzostwa Świata.
Iran zakończył turniej na fazie grupowej a Hejazi wystąpił we wszystkich trzech meczach z Holandią, Szkocją i Peru. Ostatni raz w reprezentacji wystąpił 6 września 1978 w przegranym 0-1 towarzyskim meczu z ZSRR. Ogółem w latach 1975-1978 Ghasempour w reprezentacji wystąpił w 33 meczach.

## Kariera trenerska
Ghasempour jeszcze jako piłkarz został trenerem. W latach 1994–1997 i 1999-2000 pracował w PAS Teheran. W latach 2001–2002 prowadził Sanat Naft Abadan, z którym awansował do Iran Pro League. Potem pracował w Bargh Shiraz, Hatta Dubaj ponownie Sanat Naft, Homaie, ponownie Hattcie, Emirates Club, Damash Raszt i Mes Kerman, z którego został zwolniony 27 grudnia 2012.